# Stádlec
Stádlec – miasteczko i gmina w Czechach, w powiecie Tabor, w kraju południowoczeskim. Według danych z dnia 1 stycznia 2014 liczyła 563 mieszkańców.